# Вотерфорд (Пенсилванија)
Вотерфорд (енгл. Waterford) град је у америчкој савезној држави Пенсилванија.

## Демографија
По попису из 2010. године број становника је 1.517, што је 68 (4,7%) становника више него 2000. године.
| Група             | 2000.         | 2010.         |
| Белци             | 1.427 (98,5%) | 1.483 (97,8%) |
| Афроамериканци    | 4 (0,3%)      | 6 (0,4%)      |
| Азијати           | 1 (0,1%)      | 4 (0,3%)      |
| Хиспаноамериканци | 7 (0,5%)      | 13 (0,9%)     |
| Укупно            | 1.449         | 1.517         |